# Slovenien ved OL
Slovenien deltog første gang i olympiske lege som selvstændig nation under Vinter-OL 1992 i Albertville, og har siden deltaget i samtlige efterfølgende sommer- og vinterlege. Udøvere fra Slovenien deltog tidligere som en del af Østrig (1912) og Jugoslavien (1920–1988).

## Medaljeoversigt
| Sloveniens medaljer under de olympiske sommerlege | Sloveniens medaljer under de olympiske sommerlege | Sloveniens medaljer under de olympiske sommerlege | Sloveniens medaljer under de olympiske sommerlege | Sloveniens medaljer under de olympiske sommerlege | Sloveniens medaljer under de olympiske sommerlege |                     | Sloveniens medaljer under de olympiske vinterlege | Sloveniens medaljer under de olympiske vinterlege | Sloveniens medaljer under de olympiske vinterlege | Sloveniens medaljer under de olympiske vinterlege | Sloveniens medaljer under de olympiske vinterlege | Sloveniens medaljer under de olympiske vinterlege |
| Lege                                              | Guld                                              | Sølv                                              | Bronze                                            | Totalt                                            | Rang                                              | Lege                | Guld                                              | Sølv                                              | Bronze                                            | Totalt                                            | Rang                                              |                                                   |
| 1912 Stockholm                                    | som en del af Østrig                              | som en del af Østrig                              | som en del af Østrig                              | som en del af Østrig                              | som en del af Østrig                              |                     |                                                   |                                                   |                                                   |                                                   |                                                   |                                                   |
| 1920-1988                                         | som en del af Jugoslavien                         | som en del af Jugoslavien                         | som en del af Jugoslavien                         | som en del af Jugoslavien                         | som en del af Jugoslavien                         | 1924-1988           | som en del af Jugoslavien                         | som en del af Jugoslavien                         | som en del af Jugoslavien                         | som en del af Jugoslavien                         | som en del af Jugoslavien                         |                                                   |
| 1992 Barcelona                                    | 0                                                 | 0                                                 | 2                                                 | 2                                                 | 52                                                | 1992 Albertville    | 0                                                 | 0                                                 | 0                                                 | 0                                                 | –                                                 |                                                   |
| 1996 Atlanta                                      | 0                                                 | 2                                                 | 0                                                 | 2                                                 | 55                                                | 1994 Lillehammer    | 0                                                 | 0                                                 | 3                                                 | 3                                                 | 20                                                |                                                   |
| 2000 Sydney                                       | 2                                                 | 0                                                 | 0                                                 | 2                                                 | 35                                                | 1998 Nagano         | 0                                                 | 0                                                 | 0                                                 | 0                                                 | –                                                 |                                                   |
| 2004 Athen                                        | 0                                                 | 1                                                 | 3                                                 | 4                                                 | 63                                                | 2002 Salt Lake City | 0                                                 | 0                                                 | 1                                                 | 1                                                 | 23                                                |                                                   |
| 2008 Beijing                                      | 1                                                 | 2                                                 | 2                                                 | 5                                                 | 41                                                | 2006 Torino         | 0                                                 | 0                                                 | 0                                                 | 0                                                 | –                                                 |                                                   |
| 2012 London                                       | 1                                                 | 1                                                 | 2                                                 | 4                                                 | 42                                                | 2010 Vancouver      | 0                                                 | 2                                                 | 1                                                 | 3                                                 | 21                                                |                                                   |
| 2016 Rio de Janeiro                               | 1                                                 | 2                                                 | 1                                                 | 4                                                 | 45                                                | 2014 Sotji          | 2                                                 | 2                                                 | 4                                                 | 8                                                 | 16                                                |                                                   |
| 2020 Tokyo                                        |                                                   |                                                   |                                                   |                                                   |                                                   | 2018 Pyeongchang    | 0                                                 | 1                                                 | 1                                                 | 2                                                 | 24                                                |                                                   |
| Totalt                                            | 5                                                 | 8                                                 | 10                                                | 23                                                |                                                   | Totalt              | 2                                                 | 5                                                 | 10                                                | 17                                                |                                                   |                                                   |